# Dolores J. Torres
Dolores J. Torres (23 de agosto de 1897, Cuenca, Ecuador, 1955) fue una maestra destacada que ejerció la docencia desde 1915. Fue nombrada directora de la escuela “Tres de Noviembre” el 25 de enero de 1919. Es conocida por impulsar la creación del Colegio “Manuela Garaicoa de Calderón” y por ser nombrada primera directora de esta institución el 30 de noviembre de 1944.

## Reseña biográfica
Dolores J. Torres dedicó su vida profesional únicamente a la docencia. Su labor como educadora cobra relevancia en su lucha por mejorar la calidad de la educación de niñas, quienes sufrían de exclusión social en la Cuenca de inicios del siglo XX.

## Distinciones
- Profesora auxiliar de la Escuela Central de Niñas de Cuenca (1915)
- Profesora de Instrucción Primaria de la Escuela Mixta de San Blas (1917)
- Directora de la escuela “Tres de Noviembre” (1919)
- Miembro de la Liga Pedagógica del Azuay.